# Brian W. Cook
 (janvier 2011).
Si vous disposez d'ouvrages ou d'articles de référence ou si vous connaissez des sites web de qualité traitant du thème abordé ici, merci de compléter l'article en donnant les références utiles à sa vérifiabilité et en les liant à la section « Notes et références ».
Brian W.Cook est un réalisateur, assistant-réalisateur, premier assistant-réalisateur, producteur de cinéma, coproducteur, producteur associé et acteur américain.
Il a notamment été le premier assistant-réalisateur de Stanley Kubrick dans deux de ses films : Barry Lyndon et Shining.
Il réalisa son premier film en 2005 sur l'histoire de l'usurpateur de l'identité de Stanley Kubrick dans les années 1990, Appelez-moi Kubrick.

## Filmographie

### Réalisateur
- 2005 : Appelez-moi Kubrick

### Premier assistant-réalisateur
- 1975 : Barry Lyndon
- 1980 : Shining
- 1985 : L'Année du dragon
- 2002 : Equilibrium

### Assistant-réalisateur
- 1980 : La Porte du paradis (Heaven's Gate)

### Producteur
- 2002 : The Piano Player
- 2005 : Appelez-moi Kubrick

### Coproducteur
- 1983 : Second Time Lucky
- 1999 : Eyes Wide Shut

### Producteur associé
- 1985 : Les Bourlingueurs
- 2001 : The Pledge
- 2005 : Appelez-moi Kubrick

### Acteur
- 2002 : Equilibrium